# Catherine Zeta-Jones
Catherine Zeta-Jones, nata Catherine Zeta Jones (IPA: /ˈziːtə ˈdʒoʊnz/; Swansea, 25 settembre 1969), è un'attrice britannica.
Attrice considerata sex symbol, ottiene il riconoscimento a Hollywood nel 1998 con il ruolo di Eléna Montero de la Vega nel film La maschera di Zorro. Nel 2001 ottiene una candidatura ai Golden Globe come migliore attrice non protagonista in Traffic di Steven Soderbergh (2001), mentre la sua interpretazione di Velma Kelly nel musical Chicago del 2002 le valse tre premi come attrice non protagonista nel 2003: l'Oscar alla miglior attrice non protagonista,, il BAFTA e il SAG Award.
Celebre interprete di teatro, ottiene il successo a Broadway con il musical A Little Night Music al fianco di Angela Lansbury. La Zeta-Jones, grazie alla sua interpretazione, si aggiudica un Tony Award, un Drama Desk Award e un Outer Circle Award come migliore attrice.

## Biografia
Gallese di nascita e per parte di padre, mentre sua madre Patricia Fair è di origine irlandese, è battezzata Catherine Zeta dal nome delle due nonne, una delle quali, Zeta, a propria volta prese il nome da un'imbarcazione.
Fin dai 4 anni d'età si esibì in una compagnia cattolica di recitazione e danza in cui rimase fino a 10 anni.
Nel 1987 interpreta Peggy Saywer in Forty-Second Street, e nel 1989 è in teatro con Street Scene.
Seguono moltissimi altri musical di successo che la rendono una vera e propria celebrità a Londra.
Incide un singolo, For all Time, che riscuote anche un certo successo.
Nel 1990 debutta sul grande schermo con il film franco-italiano Le mille e una notte diretta da Philippe de Broca.
È successivamente protagonista della fortunata serie televisiva britannica Darling Buds of May (1991-93), in cui interpreta Mariette Larkin, ruolo che le consegna la definitiva fama.
Negli anni novanta gira una serie di telefilm e film, tra cui, per la BBC, The Return of the Native The Phantom (film, 1996) di Simon Wincer e Duca si nasce! (1993) e una miniserie su Caterina II di Russia in cui interpreta la zarina. La sua notorietà risale però alla partecipazione a due film di successo: La maschera di Zorro (1998) con Antonio Banderas (Steven Spielberg le fa sostenere un'audizione per il ruolo mentre è sul set de Il mondo perduto - Jurassic Park) ed Entrapment (1999) con Sean Connery.
Entrambi i film sono successi al botteghino e le permettono di diventare una delle attrici più quotate all'inizio del nuovo millennio.

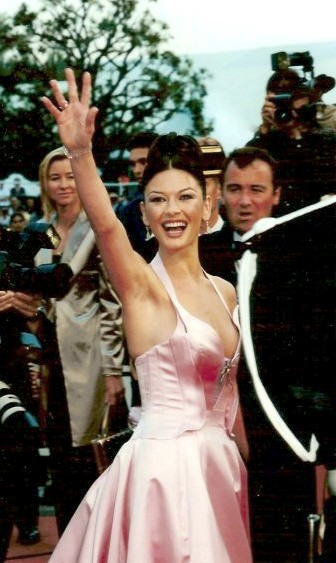
Catherine Zeta-Jones al Festival di Cannes 1999

In seguito appare nel film di Stephen Frears Alta Fedeltà, nel quale interpreta il ruolo della "mangiauomini e disonestissima" Charlie Nicolson. Non troppi plausi di critica ottiene l'horror Haunting - Presenze, nel quale recita al fianco di Lili Taylor, Liam Neeson e Owen Wilson. Il film, però, è un successo al botteghino.
La critica inizia ad apprezzare le sue doti d'attrice grazie a Traffic (2000) di Steven Soderbergh, nel quale interpreta Helena, spietata moglie di un boss della droga in carcere, che prenderà le redini dell'impero illegale del marito seguendo strade non proprio ortodosse.
La sua interpretazione le fa vincere molti premi, tra i quali quello del Sindacato Attori, e le fa ottenere una candidatura ai Golden Globe. Nel 2000 è stata la testimonial per la casa automobilistica italiana Alfa Romeo per pubblicizzare la 156 sportwagon.
La Zeta-Jones è poi protagonista del film di Joe Roth I perfetti innamorati, ironica commedia sul mondo del cinema nel quale interpreta il personaggio odioso e metacinematografico di Gwen Harrison, perfida primadonna di Hollywood pronta a schiavizzare la sorella (che nel film è interpretata da Julia Roberts) e a manipolare come un burattino l'ex marito ancora perdutamente innamorato di lei (John Cusack). Successivamente l'attrice vince il premio Oscar e il BAFTA come miglior attrice non protagonista nel 2003 grazie a Chicago, film in cui balla e canta a ritmo di jazz.
Reduce dal trionfo di Chicago viene ingaggiata dai fratelli Coen per interpretare, a fianco del suo caro amico George Clooney, la commedia Prima ti sposo poi ti rovino (2003), nella quale interpreta una spietata collezionista di divorzi dal nome "sdoganato": Marylin. In Italia il film supera i dieci milioni di euro al botteghino. Dopo questo film, dirada le sue apparizioni al cinema, riuscendo però a distaccarsi dai personaggi arrivisti e manipolatori che aveva quasi sempre interpretato fino ad allora. Sarà Steven Spielberg ad aiutarla in questo, affidandole il ruolo di Amelia, hostess insicura e morbosamente attaccata agli uomini quasi a diventarne vittima, che fa innamorare l'apolide Viktor, interpretato da Tom Hanks, in The Terminal (2004). Subito dopo si cala nei panni di Isabel Lahiri, agente dell'Europol che viene sedotta da Brad Pitt in Ocean's Twelve.
Nel 2005 riveste i panni di Elena de la Vega in The Legend of Zorro (2005), sempre diretto da Martin Campbell e interpretato da Antonio Banderas. Nel 2007 gira due film: Sapori e dissapori di Scott Hicks, nel quale interpreta una chef assorbita dal lavoro alle prese con una nipotina orfana, e Houdini - L'ultimo mago di Gillian Armstrong, sugli ultimi anni della vita del mago Harry Houdini (interpretato da Guy Pearce) nei panni di una fattucchiera che tenta di imbrogliarlo per ottenere un'importante somma di denaro. Nel 2009 è la protagonista di The Rebound - Ricomincio dall'amore di Bart Freundlich, assieme a Justin Bartha e John Schneider, in cui interpreta una signora di mezza età che si innamora di un uomo di vent'anni più giovane.
Nel 2009, a seguito della tragica scomparsa di Natasha Richardson, Catherine Zeta Jones è chiamata a sostituirla nella realizzazione del revival di A Little Night Music, musical scritto da Stephen Sondheim e diretto, nella versione del 2009, da Trevor Nunn, liberamente ispirato a Sorrisi di una notte d'estate di Ingmar Bergman. La Zeta Jones interpreta Desirée Armfeldt, un'attrice di successo che tenta in tutti i modi di riconquistare il suo primo amore ormai ammogliato con una ragazza più giovane. Accanto a lei, nel ruolo di sua madre, Angela Lansbury. Lo spettacolo è un successo di critica e soprattutto di pubblico, registrando al botteghino cifre vertiginose. Grazie al bel ruolo di Desirée, Catherine Zeta Jones ha la possibilità di cantare la canzone Send in the Clowns, portata al successo anche da Frank Sinatra, e di aggiungere alla sua galleria di premi il Drama Desk Award come miglior attrice in un musical, l'Outer Circle Award come miglior attrice in un musical e soprattutto l'ambitissimo Tony Award come miglior attrice in un musical.
Dopo una pausa dal set di circa tre anni dovuta agli impegni a Broadway prima e alla malattia del marito Michael Douglas dopo, ritorna sul set all'inizio del 2011, e inanella un progetto dietro l'altro: Gabriele Muccino la dirige nella commedia calcistica Quello che so sull'amore. Stephen Frears (che l'aveva già diretta in Alta fedeltà del 2000) la vuole per interpretare Tulip Heimowitz in Una ragazza a Las Vegas, basato sulle memorie di Beth Raymer. Inoltre il regista e coreografo Adam Shankman crea per lei il ruolo della cattiva nell'adattamento cinematografico di Rock of Ages; interpreta poi la moglie fedifraga di Russell Crowe in Broken City di Allen Hughes e un'affascinante dottoressa per Steven Soderbergh, che la dirige per la terza volta in Effetti collaterali. L'attrice interpreta una spia russa nel film Red 2, sequel del film Red del 2010, a fianco di Bruce Willis, Helen Mirren, John Malkovich and Mary-Louise Parker.
Nel 2016 è protagonista di un film, L'esercito di papà, ispirato all'omonima e popolare serie televisiva britannica prodotta dalla BBC alla fine degli anni sessanta. A fianco di Bill Nighy, Michael Gambon e Toby Jones interpreta una giornalista affascinante e misteriosa che piomba in un paesino del Kent durante la seconda guerra mondiale destabilizzando gli animi di un plotone composto da militari annoiati.
Dal 2017 i suoi impegni sono esclusivamente televisivi. Nel 2017 interpreta Olivia de Havilland in Feud, la serie antologica di Ryan Murphy che racconta l'aspra rivalità tra le attrici Joan Crawford e Bette Davis. Nel 2018 è la criminale colombiana Griselda Blanco nel film per la televisione Cocaine Godmother, diretto dal premio Oscar Guillermo Navarro. Nello stesso anno l'attrice è la protagonista della serie Queen America, distribuita sulla piattaforma Facebook Watch, in cui interpreta una cinica coach di aspiranti reginette di bellezza. Continua a dedicarsi alla televisione unendosi al cast della seconda stagione della serie Prodigal Son e, nel 2022, è Morticia Addams nella serie Mercoledì e la cacciatrice di tesori senza scrupoli Billie nella serie Il mistero dei Templari - La serie.

## Vita privata

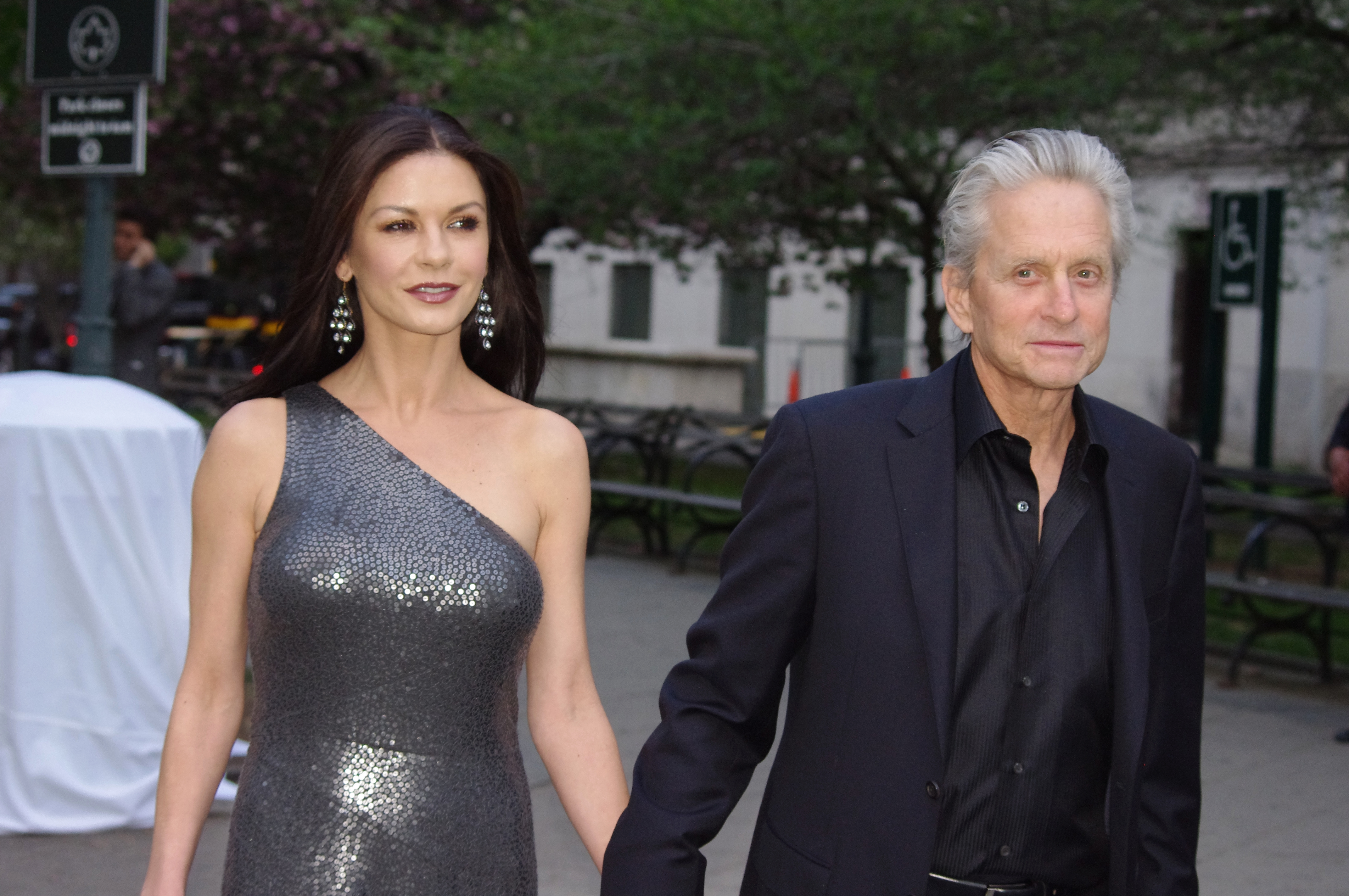
Catherine Zeta Jones insieme al marito Michael Douglas al Tribeca Film Festival 2012

Catherine Zeta-Jones è sposata dal 2000 con l'attore statunitense Michael Douglas, dal quale ha avuto due figli, Dylan Michael e Carys Zeta.
Patrocina un festival per registi emergenti in Galles, oltre a essere un'attiva ricercatrice di fondi a favore di centri per disabili e per l'infanzia.
Per le sue attività artistiche e di beneficenza nel 2010 ha ricevuto l'onorificenza di commendatrice dell'Ordine dell'Impero Britannico.
Ha ammesso di aver sofferto di sindromi ipomaniacali dovute al disturbo bipolare di tipo II.

## Filmografia

### Attrice

#### Cinema
- Le mille e una notte (Les 1001 nuits), regia di Philippe de Broca (1990)
- Cristoforo Colombo - La scoperta (Christopher Columbus: The Discovery), regia di John Glen (1992)
- Duca si nasce! (Splitting Heirs), regia di Robert Young (1993)
- Blue Juice, regia di Carl Prechezer (1995)
- The Phantom - Il ritorno dell'uomo mascherato (The Phantom), regia di Simon Wincer (1996)
- La maschera di Zorro (The Mask of Zorro), regia di Martin Campbell (1998)
- Entrapment, regia di Jon Amiel (1999)
- Haunting - Presenze (The Haunting), regia di Jan de Bont (1999)
- Alta fedeltà (High Fidelity), regia di Stephen Frears (2000)
- Traffic, regia di Steven Soderbergh (2000)
- I perfetti innamorati (America's Sweethearts), regia di Joe Roth (2001)
- Chicago, regia di Rob Marshall (2002)
- Prima ti sposo poi ti rovino (Intolerable Cruelty), regia di Joel Coen (2003)
- The Terminal, regia di Steven Spielberg (2004)
- Ocean's Twelve, regia di Steven Soderbergh (2004)
- The Legend of Zorro, regia di Martin Campbell (2005)
- Sapori e dissapori (No Reservations), regia di Scott Hicks (2007)
- Houdini - L'ultimo mago (Death Defying Acts), regia di Gillian Armstrong (2007)
- The Rebound - Ricomincio dall'amore, regia di Bart Freundlich (2009)
- Una ragazza a Las Vegas (Lay the Favorite), regia di Stephen Frears (2012)
- Rock of Ages, regia di Adam Shankman (2012)
- Quello che so sull'amore (Playing for Keeps), regia di Gabriele Muccino (2012)
- Broken City, regia di Allen Hughes (2013)
- Effetti collaterali (Side Effects), regia di Steven Soderbergh (2013)
- Red 2, regia di Dean Parisot (2013)
- L'esercito di papà (Dad's Army) , regia di Oliver Parker (2016)
- Unplugged in Mumbai, regia di Shailendra Singh - documentario (2022)

#### Televisione
- The Play on One – serie TV, episodio 4x05 (1991)
- The Darling Buds of May – serie TV, 18 episodi (1991-1993)
- Coup de foudre – serie TV, 1 episodio (1992)
- Le avventure del giovane Indiana Jones (The Young Indiana Jones Chronicles) – serie TV, 2x21 (1994)
- The Cinder Path, regia di Simon Langton – miniserie TV, episodi 1x01-1x02-1x03 (1994)
- The Return of the Native, regia di Jack Gold – film TV (1994)
- Caterina di Russia (Catherine the Great), regia di Marvin J. Chomsky – miniserie TV (1996)
- Titanic, regia di Robert Lieberman – miniserie TV (1996)
- Feud – miniserie TV, 6 episodi (2017)
- La signora della droga (Cocaine Godmother), regia di Guillermo Navarro – film TV (2017)
- Queen America – serie TV, 10 episodi (2018-2019)
- Prodigal Son – serie TV, 7 episodi (2021)
- Mercoledì (Wednesday) – serie TV, 6 episodi (2022-2025)
- Il mistero dei Templari - La serie (National Treasure: Edge of History) – serie TV, 10 episodi (2022-2023)

#### Videoclip
- Seal Lost My Faith, regia di Liz Friedlander (1999)

### Doppiatrice
- Sinbad - La leggenda dei sette mari (Sinbad: Legend of the Seven Seas), regia di Patrick Gilmore e Tim Johnson (2003)
- Sinbad e l'isola dei ciclopi (Sinbad and the Cyclops Island), regia di Patrick Gilmore – cortometraggio (2003)

## Teatro
- Annie, Victoria Palace Theatre di Londra (1980)
- Annie, Swansea Grand Theatre di Swansea (1981)
- Bugsy Malone, regia di Alan Parker, His Majesty's Theatre di Londra (1983)
- The Pajama Game, Haymarket Theatre di Leicester (1985-1986)
- 42nd Street, regia di Michael Stewart, Theatre Royal Drury Lane di Londra (1987)
- Street Scene, London Coliseum di Londra (1989)
- A Little Night Music, regia di Trevor Nunn, Walter Kerr Theatre di Broadway (2009-2010)
- The Children's Monologues, Carnegie Hall di New York (2017)

## Trasmissioni televisive (parziale)
- Live with Regis and Kathie Lee - talk show, 8 episodi (2001-2021)
- Entertainment Tonight - talk show, 26 episodi (2003-2022)
- Jimmy Kimmel Live! - talk show (2014)
- The Drew Barrymore Show - talk show (2021)
- The Kendall K. & Friends Show - talk show (2022)

## Discografia

### Album in studio
- 2010 – A Little Night Music (con Angela Lansbury)

### Documenti sonori
- 1993 – The Darling Buds Of May: Le Grand Weekend / Christmas Is Coming (Two Original TV Episodes) (con David Jason, Pam Ferris e Philip Franks)
- 1993 – The Darling Buds Of May: Climb The Greasy Pole (Parts 1 & 2) (Two Original TV Episodes) (con David Jason, Pam Ferris e Philip Franks)

### Singoli
- 1992 – For All Time
- 1994 – True Love Ways (con David Essex)
- 1995 – I Can't Help Myself
- 1995 – In The Arms of Love
- 2002 – I Move On (con Renée Zellweger)
- 2003 – Music From The Miramax Motion Picture Chicago

## Riconoscimenti
- Premio Oscar
  - 2003 – Miglior attrice non protagonista per Chicago[6]
- Golden Globe
  - 2001 – Candidatura come miglior attrice non protagonista per Traffic[5]
  - 2003 – Candidatura come miglior attrice in un film commedia o musicale per Chicago[5]
- BAFTA
  - 2003 – Miglior attrice non protagonista per Chicago
- Blockbuster Entertainment Award
  - 1999 – Debutto femminile preferito per La maschera di Zorro
  - 2000 – Attrice preferita in un film d'azione per Entrapment
- Critics' Choice Awards
  - 2005 – Candidatura al miglior cast corale per Ocean's Twelve
- European Film Award
  - 1999 – Premio del pubblico come miglior attrice per Entrapment
- MTV Movie Awards
  - 1999 – Candidatura al miglior combattimento per La maschera di Zorro (condiviso con Antonio Banderas)
  - 1999 – Candidatura alla miglior performance rivelazione femminile per La maschera di Zorro
- People's Choice Award
  - 2006 – Candidatura come attrice preferita in un film d'azione per The Legend of Zorro
- Razzie Award
  - 2000 – Candidatura come peggior attrice protagonista per Entrapment
- Saturn Award
  - 1999 – Candidatura come miglior attrice per La maschera di Zorro
- Screen Actors Guild Awards
  - 2001 – Miglior cast cinematografico per Traffic
  - 2003 – Miglior cast cinematografico per Chicago
  - 2003 – Miglior attrice non protagonista cinematografica per Chicago[43]
- Tony Award
  - 2010 – Miglior attrice protagonista in un musical per A Little Night Music[10]

## Doppiatrici italiane
Nelle versioni in italiano delle opere in cui ha recitato, Catherine Zeta-Jones è stata doppiata da:
- Francesca Fiorentini in Le avventure del giovane Indiana Jones, Alta fedeltà, Chicago, Prima ti sposo poi ti rovino, The Rebound - Ricomincio dall'amore, Una ragazza a Las Vegas, Rock of Ages, Quello che so sull'amore, L'esercito di papà, Feud, Mercoledì, Il mistero dei Templari - La serie
- Pinella Dragani ne La maschera di Zorro, Entrapment, Traffic, I perfetti innamorati, The Terminal, The Legend of Zorro, Effetti collaterali
- Roberta Pellini in Broken City, Red 2, Prodigal Son
- Gabriella Borri in Haunting - Presenze, Sapori e dissapori
- Laura Boccanera in Cristoforo Colombo - La scoperta
- Serena Verdirosi in Duca si nasce!
- Cinzia De Carolis in The Phantom
- Roberta Paladini in Caterina di Russia
- Monica Gravina in Titanic
- Emanuela Rossi in Ocean's Twelve
- Cinzia Villari in Houdini - L'ultimo mago

Da doppiatrice è sostituita da:
- Claudia Gerini in Sinbad - La leggenda dei sette mari